# フィリッピの戦い
フィリッピの戦い（ギリシア語: Μάχη των Φιλίππων、ラテン語: Pugna apud Philippos）は、ガイウス・カッシウス・ロンギヌスおよびマルクス・ユニウス・ブルトゥスらが率いるリベラトレス（Liberatores、自由主義者、共和主義者）の軍とマルクス・アントニウスとガイウス・ユリウス・カエサル・オクタウィアヌスが率いる第二回三頭政治の軍が紀元前42年10月に行った戦いである。
戦いはフィリッピ（ピリッポイ）西方の平原で10月3日と10月23日の2度行われた。名称はラテン語表記の「ピリッピの戦い」とも称される。

## 開戦までの経緯
紀元前44年3月、共和政の簒奪を企んだ終身独裁官ガイウス・ユリウス・カエサルを暗殺したマルクス・ブルトゥスやカッシウスらはイタリア本土を去り、マケドニア属州を拠点として、マケドニアでガイウス・アントニウスを、アシア属州でプブリウス・コルネリウス・ドラベッラを討ってその軍隊を奪取する などにより、アカエアからシュリアに至るローマの東部地区の支配権を手中に収め、プトレマイオス朝から兵糧の支援を受けるなど東方の専制国家とも同盟関係を結んだ。
一方のローマ本国では、カエサルの後継者を自称するアントニウス、オクタウィアヌスおよびマルクス・アエミリウス・レピドゥスの3人が第二回三頭政治を結成。プロスクリプティオによってマルクス・トゥッリウス・キケロら反対派の元老院議員が殺害された。また、ムティナの戦いでアントニウスらと戦ったデキムス・ユニウス・ブルトゥス・アルビヌスはアントニウス派の刺客により暗殺 され、ガイウス・トレボニウスはドラベッラにアシア属州で殺害される など、マルクス・ブルトゥスとカッシウス以外の各地のオプティマテスおよびリベラトレスは勢力を失い、結果として三頭政治側はローマ西方地区を支配下へ収めた。
三頭政治側の最初にして最大の目標はカエサル暗殺事件の首謀者であるマルクス・ブルトゥスとカッシウスを討ってカエサルの復讐を果たし、更にはローマ世界全体の支配権を得ることであった。
三頭政治側はリベラトレス討伐を決定すると、レピドゥスをイタリアへ残して、残る2人（アントニウス、オクタウィアヌス）は合計28個のローマ軍団と共にマケドニアへと出征した。
三頭政治側はガイウス・ノルバヌス・フラックスとルキウス・デキディウス・サクサが指揮する8個軍団が先発、ローマからアドリア海を越えてマケドニアへ渡り、リベラトレス軍を探るためエグナティア街道に沿って進軍した。
ノルバヌスとデキディウスはマケドニア東部のフィリッピ（現：ピリッポイ）を通り過ぎて、狭隘な山岳地帯へ強固な陣営地を構えた。リベラトレス側はノルバヌスやデキディウスが率いる三頭政治側の軍を側面から包囲することに成功し、ノルバヌスらに自陣営を放棄、フィリッピの西方へと撤退させた。
後続部隊を率いたアントニウスは先行していたノルバヌスらの軍に追いついた一方、オクタウィアヌスは病気に罹り、デュッラキウム（現：ドゥラス）で一時的な滞在を余儀なくされた（オクタウィアヌスはこの戦いの間、病に悩まされ続けた）。

両軍の進軍路（三頭政治側■、リベラトレス側■）

三頭政治側は主力となる軍団をマケドニアへ渡らせることに成功した。一方、リベラトレス側は、グナエウス・ドミティウス・アヘノバルブスが率いる130隻の巨大船団を擁する海軍による哨戒で制海権を握ることにより、三頭政治側のマケドニア遠征軍とイタリア本土との連絡を困難にさせた。
リベラトレス側は決戦を行うことを望まずに、むしろ海軍の優位性を活かした立場を利用し、イタリア本土からの物資の供給を遮断して、三頭政治側の本軍を孤立させる作戦を取った。
また、三頭政治側がアドリア海を渡る数ヶ月前から将来の決戦に備えて、リベラトレスは軍費を徴収するためにギリシアの都市を収奪、ローマの東方属州へも課税した。同地区よりローマ軍団を集め、同盟国からの友軍と共にトラキアへと集結させた。
ブルトゥスとカッシウスはフィリッピから西へ約3.5キロの両側を高地地帯に挟まれたエグナティア街道沿いの地点に陣営地を構えた。リベラトレス側の陣営地は南側を渡ることが不可能な沼沢地、北側を周囲を高い丘状地帯が連なる天然の要害に囲まれており、リベラトレス側は更に濠や防御柵を設置して守りを固めた。
そして、エグナティア街道の南側にカッシウス、北側にブルトゥスが陣営地を構え、暫くしてリベラトレス側の陣営地の近くまで到着した三頭政治側のアントニウスとは南側でカッシウスが、オクタウィアヌスとは北側でブルトゥスがそれぞれ対峙した。

## 両軍の戦力比較
三頭政治側は19個の軍団（レギオ）を擁しており（他の軍団はイタリア本土へ残された）、文献に記載のある軍団は第4軍団の1つだけであるが、フィリッピの戦いの後に入植に参加した第6、第7、第8、第10、第12、第13、第16、第18、第19、第30の各軍団も三頭政治側として参戦したと考えられている。
アッピアノスによると、三頭政治側の軍団兵はほとんど定員を満たしていたと伝わっている。三頭政治側は騎兵部隊の戦力が大きかった（アントニウスが20,000、オクタウィアヌスが13,000）。
リベラトレス軍は17個軍団を擁し、ブルトゥスが8個、カッシウスが9個の軍団を指揮していた。また、これとは別にグナエウス・ドミティウス・アヘノバルブスが指揮を取る海軍兵力として2個軍団があった。
但し、リベラトレス側の軍団は定員を満たしていたのは僅かに2つだけであったとされる。そのため、同盟関係にあったプトレマイオス朝やパルティアなどの東方の諸国家から援軍を得て、強化した。アッピアノスはリベラトレス側の歩兵戦力は約80,000であったと記している。
リベラトレス軍の騎兵部隊は東方諸国家からの同盟軍5,000を含む総数17,000であった。リベラトレス軍には東方属州へ駐屯していたカエサルの時代より従っていた軍団（恐らくは第27、第31、第33、第36、第37の各軍団）が属していた。これらの軍団兵のほとんどがカエサル時代からの歴戦の兵士であったと考えられ、第27、第31、第33、第37の各軍団はそれに該当する。尚、第36軍団はグナエウス・ポンペイウスが元々は率いていた軍団兵から構成され、ファルサルスの戦い（紀元前48年）の後にカエサルの軍団に加わった。
そのため、カエサルの相続人と称する三頭政治側と戦うリベラトレス側の軍団にカエサルを暗殺したカッシウスらへ忠誠心を持たせるのは微妙な問題であった（なお、この時期のオクタウィアヌスは自らを「オクタウィアヌス」と称さずに、単に「ガイウス・ユリウス・カエサル」と呼ばせていた点は重要である）。
カッシウスは自らの軍団兵から忠誠心を得るため、「我々はカエサルの私兵として存在しているのではない」や「我々は共和国の兵士なのだ」などの強い口調で鼓舞したり、軍団兵1人につき1,500デナリウス、ケントゥリオ1人に7,500デナリウスを渡すなどの、あらゆる方法を試みた。
古代の資料には両軍の総兵力数の情報は無いが、両軍共にほぼ互角の兵力であったとされる（現代の歴史家は両軍共に約100,000の兵力がいたと推定している）。

## 戦局の推移

### 第1戦（10月3日）
アントニウス軍は再三の戦いを仕掛けていたが、リベラトレス側は防御を固めて陣営地の優位性を活かし、挑発に乗ることは無かった。そのため、アントニウスは密かに南の沼沢地を横切ってリベラトレス軍の陣営地への攻撃を試みて、大変な苦労の結果、アントニウス軍は沼沢地を抜けることに成功した。最終的にカッシウスによってアントニウス軍の動きは見破られたが、両軍が対峙する形となり、膠着状態にあった戦局が動き出すきっかけとなった。
紀元前42年10月3日、フィリッピでの最初の戦いが行われた。

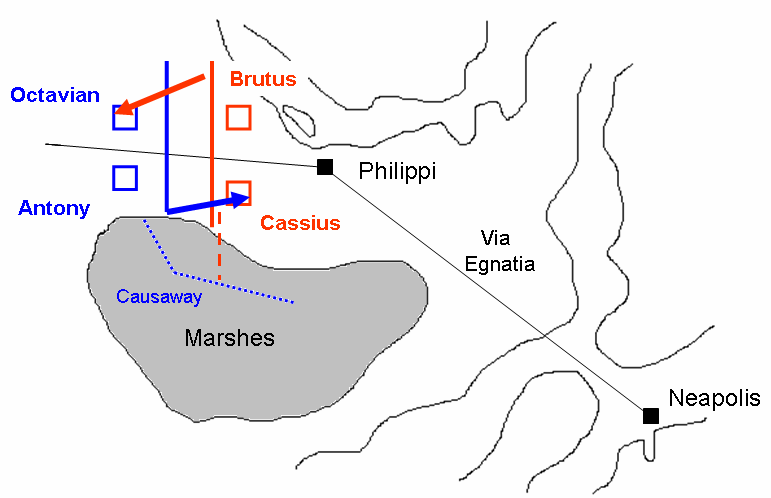
1度目の戦い（10月3日）の両軍の展開図
三頭政治側
リベラトレス側

カッシウスの陣営地と沼沢地の間の防御施設への攻撃を目的として、アントニウス軍とカッシウス軍が交戦した。
アントニウス軍によるカッシウス軍への攻撃を受けて、ブルトゥス軍はもう片方の三頭政治側のオクタウィアヌス軍へ攻撃命令を待たずに急襲した。
ブルトゥス軍による急襲は完全に成功し、ブルトゥス軍のマルクス・ウァレリウス・メッサッラ・コルウィヌスが率いる部隊によってオクタウィアヌス軍は敗走して、メッサッラ・コルウィヌスの部隊はオクタウィアヌス軍の陣営地を奪取した。オクタウィアヌス軍の3個軍団は明らかな崩壊状態となり、オクタウィアヌスは陣営地から離れていたため発見できなかったが、オクタウィアヌスの椅子を破壊し、オクタウィアヌス軍から3本のアクィラ（鷲章）と多くの軍旗を奪い取った
なお、多くの歴史家は「オクタウィアヌスがその日のことを夢で知っていたため、難を逃れた」と伝え、ガイウス・プリニウス・セクンドゥス（大プリニウス）はオクタウィアヌスは沼沢地へ逃れたから無事であった、としている。
エグナティア街道のもう一方では、アントニウス軍がカッシウス軍が設営した防御柵を破壊し、防御用の水路（掘割）を埋めたことでカッシウス軍の防御施設を攻撃できたため、アントニウス軍は難なくカッシウス軍の陣営地を占拠した。
また、南へと進んでいたカッシウス軍の一部隊は本陣へ戻ろうと試みたが、アントニウス軍の部隊に撃破された。
結果的に両軍の戦いは痛み分けに終わった、カッシウス軍が約9,000名を失ったのに対して、オクタウィアヌス軍は18,000名もの死傷者を出すに至った。
しかしながら、戦線が拡大して、激しい砂塵が起こっていたため戦局の判断が困難であったため、両軍の間の戦局動向を把握することが出来なかった。カッシウスは、丘の頂上へと退いたが、ブルトゥス軍の動向を掴むには至らなかった。
カッシウスはブルトゥスが大敗を喫したものと判断したため、カッシウスはピンダルスという名の解放奴隷に自らを殺させた。ブルトゥスはカッシウスの遺体と対面した時に、カッシウスを「最後のローマ人」と呼び、その死を悼んだ。しかし、軍隊の士気が低下することを恐れて、ブルトゥスはカッシウスの公葬を避けた。
ブルトゥス軍は強欲さによって、占領したオクタウィアヌス軍の陣営地での略奪に終始したため、オクタウィアヌス軍に戦線再構築の時間的余裕を与え、ブルトゥス軍はオクタウィアヌス軍に対する決定的な勝利を生かすことが出来なかった。

### 第2戦（10月23日）
フィリッピでの第1戦が行われていたのと同日、グナエウス・ドミティウス・アヘノバルブスが率いるリベラトレス側の海軍は、三頭政治側のグナエウス・ドミティウス・カルウィヌスが率いた2個軍団と輸送用の船団を哨戒中に撃滅することに成功した。
この結果、リベラトレス側は制海権を保った上、海上を経由して物資を無尽蔵に受けられる体制が構築できているのに対して、三頭政治側は主たる食糧の供与先であったマケドニアとテッサリアからの供給余地が乏しく、兵站の確保に窮しかねない戦略的な危機に陥ることとなった。
そのため、三頭政治側は物資を確保する目的で南のアカエア（ギリシャ）へ軍団を送る必要に迫られた。また、三頭政治側は、兵士を鼓舞するために軍団兵1人あたり5,000デナリウス、ケントゥリオ1人あたり25,000デナリウスを渡すことを約束した。
しかしながら、一方のリベラトレス側は、カルラエの戦いなどに従軍し一応の軍事的な経験を持っていたカッシウス が第1戦で自殺し、残ったマルクス・ブルトゥスに軍事経験が少なかったことから、良い戦略も持たずに無為に過ごしていた。
ブルトゥスは第1戦目の後に配下の兵士たちへ各1,000デナリウスの報酬を渡したにも関わらず、リベラトレス側の兵士および同盟国の兵士から敬意を得ることは出来なかった。
第1戦目から3週間の内に、ブルトゥス軍の陣営地の南側に当たるカッシウスが第1戦で陣営地を構えていた丘陵の近郊に、ブルトゥス軍が全く備えを置いていなかったため、同地へのアントニウス軍による進軍を許した。

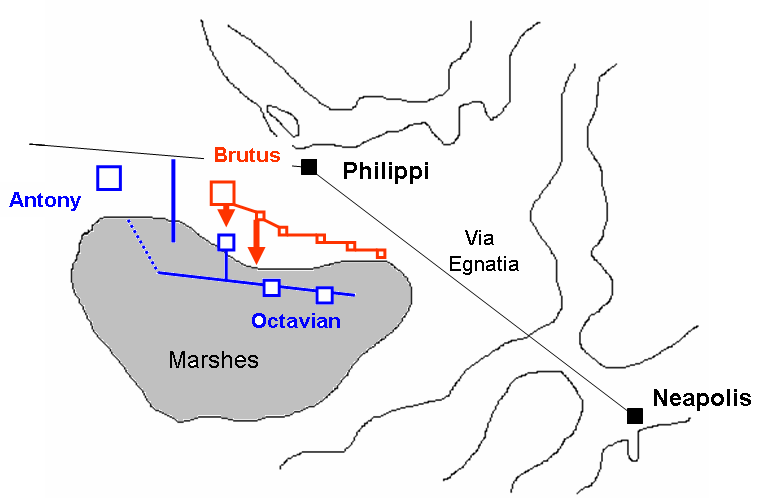
2度目の戦い（10月23日）の両軍の展開図
三頭政治側
リベラトレス側

アントニウス軍の動きに対して、ブルトゥスは側面からの攻撃を防ぐため、エグナティア街道と平行して幾つかの防御柵を構築しながら、南側へ戦線を広げることを強いられた。
とは言え、ブルトゥス側は陣営地を戦術的に有利な高地に置き、ドミティウス・アヘノバルブス率いる海軍との連絡も保っており、未だ優位であったことから、ブルトゥスは優勢な海軍の勢力を活用し、正面からの戦闘による決着をなるべく避けて、物資の乏しい三頭政治側を消耗させるのを望んだ。
しかし、リベラトレス側の高級将校や兵士の大部分が持久戦に痺れを切らして、野戦で決着を付ける以外に無い、と主張した。自軍の士気を見て、ブルトゥスと軍の指揮官は、味方の将兵が三頭政治側へ降伏し、海軍の優位性が失われる危険を恐れた。
プルタルコスは、ブルトゥスがイオニア海の海戦で三頭政治側のドミティウス・カルウィヌスが敗北した知らせを受け取っていなかった、と記している。
そして、東方の同盟国の部隊がリベラトレス側から離脱し始めたため、ブルトゥスは三頭政治側と決戦に挑む決意を固め、フィリッピでの第2戦は紀元前42年10月23日の午後に開始された。
ブルトゥスは「私は現在のように逐一指示しているのとは違い、この戦いでは命令することは無く、大ポンペイウス（グナエウス・ポンペイウス）のように戦争を進めるだろう」と語った 。
フィリッピの第2戦目は、特別な戦術も戦略も無く、矢やピルム（投槍）が使われることも無く、剣と剣による両軍のベテラン兵士主体のローマ軍団が激突する潰し合いとなって、両軍共に大変な損害が生じた。
結果として、ブルトゥス軍の攻撃は三頭政治側に撃退され、リベラトレス軍の戦線は崩壊し兵士らは散り散りになった。敗走するリベラトレス軍が自軍の防衛陣地へ到着する前に、オクタウィアヌス軍の兵士によってブルトゥス軍の陣営地は占拠された。
ブルトゥス軍は劣勢を覆すことが出来ず、三頭政治側に完敗した。ブルトゥスは4個軍団だけを率いて近くの丘へ退いたが、三頭政治側の掃討戦により降伏か捕虜が避けられなくなったため、ブルトゥスは自ら命を絶った。
フィリッピの2回目の戦闘は、上述したような近接戦主体であったため、両軍共に相当な大きな死傷者が発生したが、両軍の死傷者の数は伝わっていない。

## 戦後

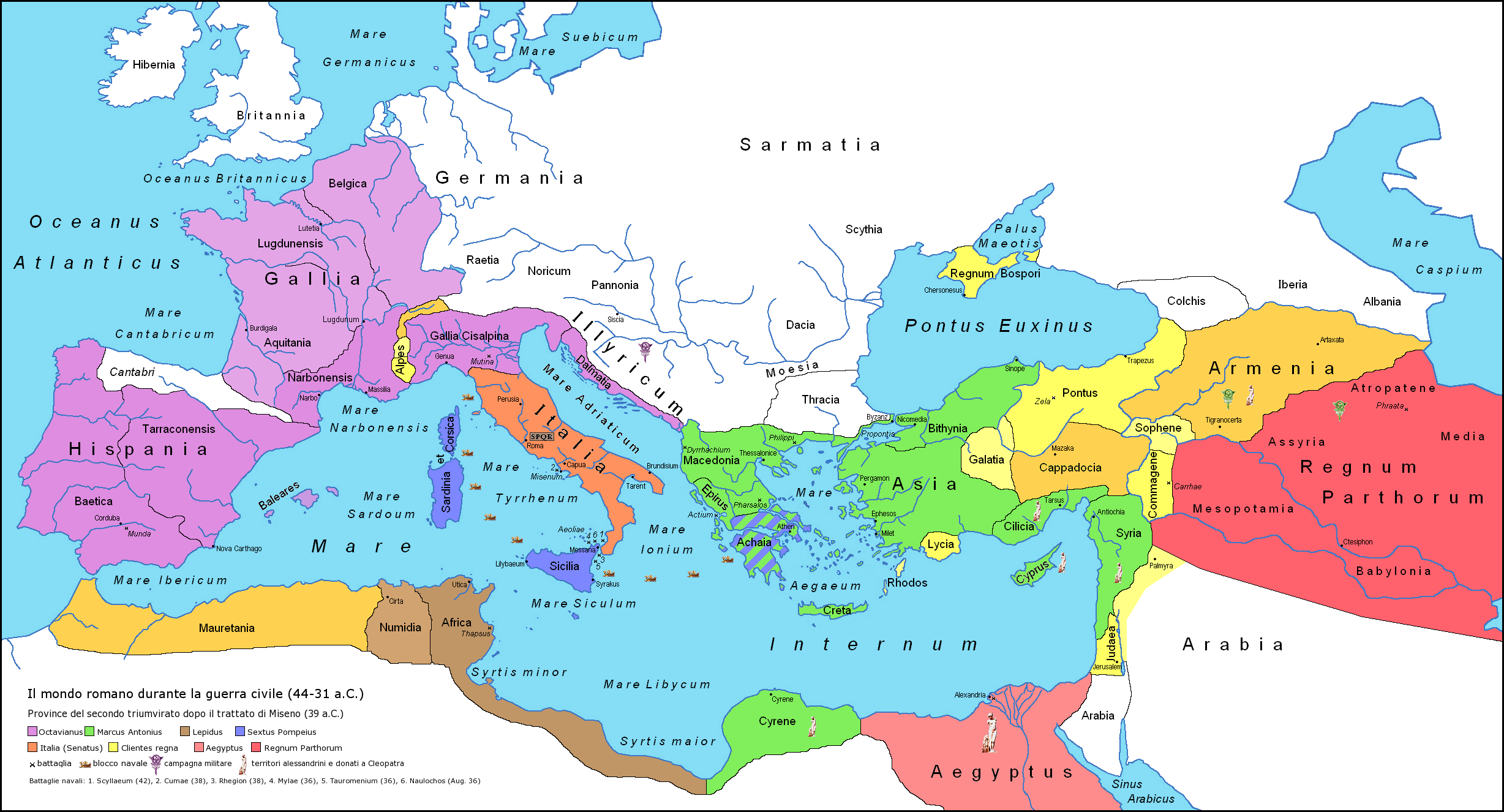
紀元前39年頃の地中海・オリエントの勢力図
アントニウス勢力圏
オクタウィアヌス勢力圏
マルクス・レピドゥス勢力圏
セクストゥス・ポンペイウス勢力圏

プルタルコスは、アントニウスがブルトゥスの遺体に敬意の証として紫色のマントを掛けたと伝えている。アントニウスはブルトゥスが友人であったこと以外に、ブルトゥスがカエサル暗殺計画へ加わった際にアントニウスの命を助けるよう要求していたのを覚えていたことが理由であった。スエトニウスは「オクタウィアヌスがブルトゥスの首級をローマへ届けて、カエサルの像の下に晒した」と伝えるが、プルタルコスはアントニウスによってブルトゥスの遺骨が母セルウィリアの元へ届けられたと「英雄伝」に記している。
リベラトレス側では、クィントゥス・ホルテンシウス・ホルタルスの息子がアントニウスの弟ガイウス・アントニウスを殺害した件の報復でアントニウスによって殺害され、マルクス・ポルキウス・カト・ウティケンシスの息子マルクスやルキウス・リキニウス・ルクッルスの息子マルクス、後にオクタウィアヌスの妻となるリウィア・ドルシッラの父マルクス・リウィウス・ドルスス・クラウディアヌスが戦死するなど、多くの若い有力者がこの戦いで命を落とした。
ルキウス・カルプルニウス・ビブルスやマルクス・ウァレリウス・メッサッラ・コルウィヌスなどのリベラトレス側で逃れた人物は、恐らくは若く冷酷なオクタウィアヌスに対処されるのを望まなかったため、アントニウスへ降伏した。
リベラトレス軍の残存兵士の内、約14,000名は三頭政治側の軍隊へ編入されたが、古参の兵士の多くがイタリア本土へ戻されて軍より除隊した。なお、古参兵士の一部はローマの植民都市となったフィリッピ（コロニア・ウィクトリクス・ピリッペンシウム、ラテン語: Colonia Victrix Philippensium）の町へ入植した。
オクタウィアヌスはこの戦いで退役した多くのベテラン兵士を入植させるという複雑な問題へ対処するためイタリア本土へ戻り、アントニウスはブルトゥスらが支配していた東方地区の治安維持のために同地へ留まった。
セクストゥス・ポンペイウスがシチリアを勢力圏に置き、ドミティウス・アヘノバルブスが海軍を握っていたが、リベラトレス側の抵抗はフィリッピでの敗北で終結した。なお、セクストゥスとドミティウスは連携しながら三頭政治側と争った が、紀元前40年にドミティウスはガイウス・アシニウス・ポッリオの仲介によりアントニウスに降り、セクストゥスは紀元前39年にオクタウィアヌスとミセヌムで停戦協定を結んだ。
フィリッピの戦いで勝利に最も貢献したアントニウスは生涯のキャリアで頂点を迎えた、第二回三頭政治の一頭として、かつローマで最も有名な将軍となり、アントニウスの人生はこの時に決定付けられた。

## 文献・著作からの引用

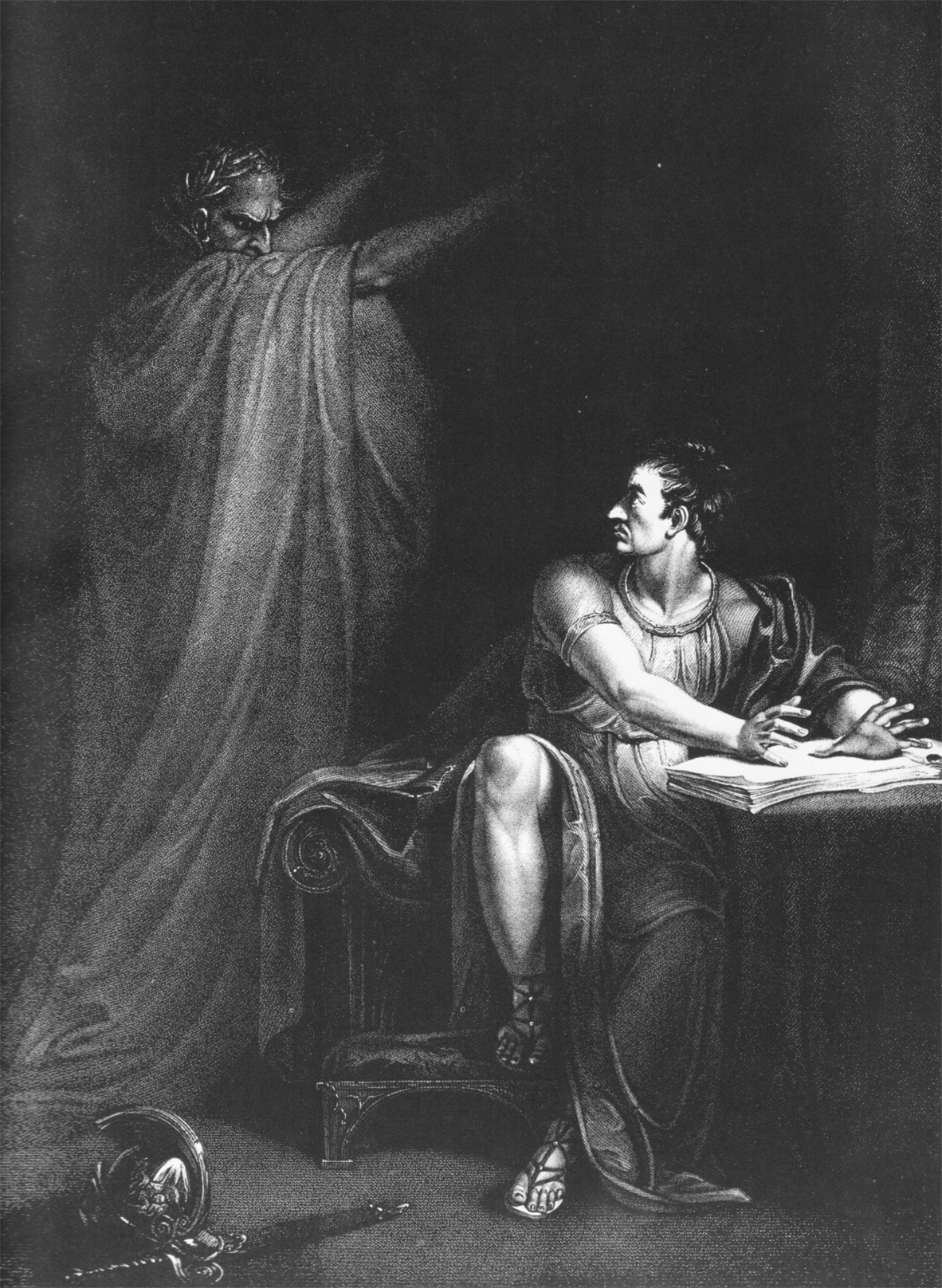
『ブルトゥスとカエサルの亡霊』、Brutus and the Ghost of Caesar、Edward Scrivenによる1802年の作品

プルタルコスは「英雄伝」の中で、「フィリッピの戦いの数ヶ月前のある夜、ブルトゥスは目の前に巨大な亡霊が現れたため、ブルトゥスが「何のようだ？」と尋ねると、亡霊は「私はブルトゥス、お前の悪霊だ。フィリッピで会うことになるだろう」と答えた。ブルトゥスは戦闘の前夜に再び亡霊とあった」と記している。
この逸話はイングランドの劇作家ウィリアム・シェイクスピアの『ジュリアス・シーザー』の作中で最も有名な場面の一つである。
カッシウス・ディオはブルトゥスがギリシアの悲劇より引用した最期の言葉を以下のように伝えている。「不運で高潔な人よ、私の名前は本当の人として崇拝されていたのに、今は運命の奴隷になってしまった」。
オクタウィアヌスは後に自著「レス・ゲスタエ」（Res Gestae）の中でフィリッピの戦いについて、「私は父（ユリウス・カエサル）の殺害者らを国外へ追放して裁判の場でその犯罪を断罪した。然る後に、共和国に対して彼らが起こした戦闘で2度戦い、勝利を収めた」と自ら振り返っている。

## Notes
1. ↑  カエサル暗殺後にカッシウスらはマケドニアを実効支配していたが、紀元前43年2月に元老院より正式にマケドニア属州総督の割り当てを受けた[2][3]。
2. ↑  降服したブルトゥス軍の将校に対するオクタウィアヌスの冷酷な対応により、ブルトゥス軍の将校はアントニウスに敬意を表した一方、オクタウィアヌスへは痛烈な罵倒を浴びせたとの事例をスエトニウスは紹介している。[25]。
3. ↑  アントニウスは合戦でリベラトレス側で参戦したオリエント諸国へ渡って、各地の支配者と会談した。その中にはプトレマイオス朝のクレオパトラ7世も含まれていた[27]。

## 原典（1次出典）
- アッピアノス Roman Civil Wars
- プルタルコス The Life of Brutus
- ガイウス・スエトニウス・トランクィッルス The Life of Augustus
- ウェッレイウス・パテルクルス Roman History
- アウグストゥス Res Gestae
- カッシウス・ディオ Historia Romana
- ウィリアム・シェイクスピア The Tragedy of Julius Caesar

## 参考資料
- Thomas Harbottle, Dictionary of Battles New York 1906
- Ronald Syme. The Roman revolution. Oxford 1939
- Lawrence Keppie. The making of the Roman army. New York 1984
- プルタルコス 著、河野與一 訳『プルターク英雄伝（十一）』岩波文庫、1956年。ISBN 978-4003211717。
- プルタルコス 著、村川堅太郎 訳『プルタルコス英雄伝〈下〉』ちくま学芸文庫、1996年。ISBN 978-4003211717。
- ガイウス・スエトニウス・トランクィッルス 著、国原吉之助 訳『ローマ皇帝伝（上）』岩波文庫、1986年。ISBN 978-4003344019。
- ウェッレイウス・パテルクルス 著、西田卓生、高橋宏幸 訳『ローマ世界の歴史』京都大学学術出版会〈西洋古典叢書〉、2012年。ISBN 978-4876981915。